# Zsnes
ZSNES är en Super Nintendo-emulator som kan användas för att spela SNES-spel på en dator. Det består av fri programvara och är licenserat under GNU GPL-licensen. Filerna för programmet är i formatet .SMC och deras storlek varierar. ZSNES senaste stabila version är 1.51 och släpptes i början av 2007. 